# Thirteen Ghosts
Thirteen Ghosts (bra/prt: 13 Fantasmas), por vezes grafado como Thir13en Ghosts, é um filme de terror sobrenatural américo-canadense de 2001, dirigido por Steve Beck e estrelado por Tony Shalhoub, Embeth Davidtz, Matthew Lillard, Shannon Elizabeth, Alec Roberts, Rah Digga e F. Murray Abraham. No filme, quando o tio rico e colecionador de coisas excêntricas morre, ele deixa tudo para seu sobrinho e sua família, incluindo sua casa, sua fortuna e sua coleção maliciosa de fantasmas. Rodado inteiramente em Vancouver e na Colúmbia Britânica, é um remake do filme de mesmo nome de 1960, dirigido por William Castle.
Lançado nos cinemas norte-americanos em 26 de outubro de 2001, o filme arrecadou mais de 15 milhões de dólares nas bilheterias em seus três primeiros dias de estreia e mais tarde viria a arrecadar mais de 68 milhões de dólares mundialmente, contra um orçamento de 42 milhões. O filme recebeu críticas amplamente negativas após o seu lançamento.

## Sinopse
O caçador de fantasmas Cyrus Kriticos e o paranormal Dennis Rafkin lideram uma equipe para capturar 12 fantasmas. Ao perseguirem o último, muitos da equipe são mortos inclusive Cyrus, mas o fantasma é capturado. Enquanto isso, o sobrinho de Cyrus, Arthur Kriticos, sofre um incêndio em sua casa e a esposa dele morre. Meses depois, o advogado de Cyrus o procura e informa que o tio lhe deixara de herança uma mansão isolada. Com problemas financeiros, Arthur decide se mudar para lá com a família (os dois filhos, Kathy e Bobby) e a babá Maggie.
Ao chegar lá, a família se encontra com Dennis, disfarçado de trabalhador da rede elétrica. Eles começam a percorrer os diversos cômodos da mansão e não percebem que as paredes se fecham, aprisionando todos. E que no porão da mansão encontram-se os 12 fantasmas capturados e um da família foi escolhido para ser o décimo-terceiro fantasma, necessário para a finalização do plano de Cyrus.

## Elenco
- Tony Shalhoub como Arthur Kriticos
- Embeth Davidtz como Kalina Oretzia
- Matthew Lillard como Dennis Rafkin
- Shannon Elizabeth como Kathy Kriticos
- Alec Roberts como Bobby Kriticos
- JR Bourne como Ben Moss
- Rah Digga como Maggie Bess
- F. Murray Abraham como Cyrus Kriticos

## Desenvolvimento
James Gunn reescreveu o roteiro, mas não foi creditado. Houve algumas refilmagens que foram filmadas durante o 11 de setembro de 2001.

## Os Fantasmas
Embora as histórias de fundo de quase todos os fantasmas não sejam mencionadas no filme, elas são sugeridas e explicitamente descritas em "Ghost Files", um recurso especial no DVD, com Cyrus como narrador. Com algumas exceções, eles parecem se tornar mais perigosos à medida que seus números aumentam.
- O Filho Primogênito: (interpretado por Mikhael Speidel) Billy Michaels era um garoto viciado em filmes de faroeste e adorava fingir ser um cowboy. Ele também era rebelde e teimoso que notoriamente conseguia o que queria quando queria, e odiava e discordava de todo mundo. Um dia, outra criança e amigo o desafiou para um duelo, que Billy aceitou, vestindo sua fantasia de cowboy. Mas a arma de brinquedo de Billy não era páreo para a flecha de ponta de aço real do garoto, que o perfurou na parte de trás da cabeça, matando-o instantaneamente. O fantasma de Billy está usando a mesma fantasia de cowboy, e a flecha ainda está em sua cabeça. Ao contrário do resto dos fantasmas, este é uma ameaça moderada, nunca atacando ninguém e apenas dizendo: "Eu quero brincar".
- O Tronco: (interpretado por Daniel Wesley) Jimmy 'The Gambler' Gambino era um jogador de apostas no início dos anos 1900. Ele era filho de um apostador viciado e passou a maior parte de sua infância nas pistas de corrida de cavalos. Seu amor por jogos de azar eventualmente o levou a se tornar um ganancioso dono de cassino, que acabou chamando a atenção da Máfia. Desafiado por Larry "Finger" Vatelo, um rico empresário afiliado à máfia, ele apostou alto em uma luta de boxe. Depois que perdeu a aposta e não tinha dinheiro para pagar, Jimmy tentou fugir, mas foi pego por Lary e sua gangue que o cortaram em pedaços e o embrulharam em celofane, jogando os seus restos no oceano. Seu fantasma aparece como um torso com uma cabeça decepada por perto gritando enternamente em agonia, e é mais um espírito neutro do que ativamente hostil.
- A Mulher Amarrada: (interpretada por Laura Mennell) Susan LeGrow era a garota mais rica da cidade e a mais popular do ensino médio, onde era membro do time de líderes de torcida. Sua única falha era a maneira como ela flertava e brincava com garotos e homens, deixando por onde passava um longo rastro de corações partidos. Durante sua noite de baile de formatura, Chet Walters, um líder quarterback, pegou Susan o traindo com outro garoto. Chet o espancou até a morte antes de amarrá-la e estrangulá-la com sua gravata, quebrando seu pescoço. No dia seguinte, o corpo do garoto havia sido encontrado e Susan havia desaparecido. Susan foi encontrada duas semanas depois, seu corpo foi descoberto abaixo da linha de 50 jardas (45 metros) do campo de futebol da escola. Seu fantasma atrai Bobby para o porão e ainda aparece em seu traje de baile, com cordas amarradas segurando seus braços.
- A Amante Recatada: (interpretada por Kathryn Anderson) Jean era a esposa amorosa de Arthur Kriticos e mãe de seus filhos, Bobby e Kathy Kriticos. Jean amava profundamente sua família, mas eles a perderam tragicamente uma noite quando, enquanto ela e Arthur dormiam em frente à lareira, um tronco rolou e incendiou a árvore de Natal; rapidamente iniciando um incêndio na casa. Arthur abandonou Jean involuntariamente para salvar Bobby e Kathy (presumindo erroneamente que Jean iria lá fora e esperaria por eles) e o lado esquerdo de seu rosto e corpo foi horrivelmente queimado pelo fogo. Jean queimada foi levada para o Hospital St. Luke, onde morreu devido às queimaduras, meio ano antes dos eventos do filme começarem. Ao contrário da maioria dos fantasmas, ela não é perigosa; ela é benevolente.
- O Príncipe Dilacerado: (interpretado por Craig Olejnik) Royce Clayton nasceu em 1940 e foi descoberto como um talentoso jogador de beisebol no ensino médio, apesar de seus problemas de atitude e complexo de superioridade. Como um jogador all-star destinado, ele recebeu bolsas de estudo de primeira classe de várias faculdades nos EUA, todas elas oferecendo a ele a melhor oportunidade de deixar sua vida de cidade pequena. No entanto, quando Royce tinha 17 anos, Johnny, um greaser que o desafiou para uma corrida de arrancada, mas sem o conhecimento de Royce, havia cortado uma linha de freio em seu carro antes do evento. Isso fez com que Royce perdesse o controle do carro; resultando em um acidente que arrancou uma grande quantidade de carne de seu peito, bem como do lado direito de seu rosto. Este incidente rapidamente acabou com a vida de Royce. Seus restos mortais ainda estão enterrados em um terreno com vista para um campo de beisebol onde ele jogava, e seu fantasma ainda carrega seu taco de beisebol, atacando qualquer um que estivesse por perto.
- A Princesa Psicótica: (interpretada por Shawna Loyer) Dana Newman era uma linda mulher, mas era incapaz de reconhecer sua beleza, que viveu no final do século XX. Sua autoaversão e baixa autoestima das quais os médicos tentaram salvá-la foram alimentadas apenas por uma série de namorados abusivos, e a levaram a fazer implantes de silicone, rinoplastias e outros procedimentos desnecessários. Uma noite, enquanto Dana estava sozinha em uma clínica onde trabalhava, ela tentou fazer uma cirurgia em si mesma devido a uma imperfeição imaginária em seu rosto, mas o procedimento pouco ortodoxo deu terrivelmente errado e a deixou cega de um olho. Depois do ocorrido, ela cometeu suicídio em uma banheira na clínica, cortando-se com uma faca de açougueiro e sangrando até a morte. Seu fantasma desenvolveu um ódio pela humanidade e aparece ensanguentado, nu e carregando a mesma faca que ela usou para cometer suicídio.
- A Peregrina: (interpretada por Xantha Radley) Isabella Smith foi para a América do Norte como uma colonizadora para começar uma nova vida depois de ser órfã na Inglaterra. A comunidade unida a condenou ao ostracismo e a isolaram do resto da cidade, usando-a como bode expiatório, sendo acusada de bruxaria quando plantações e animais morreram misteriosamente. Ela negou tais acusações, porém ficou presa em um celeiro em chamas, mas conseguiu escapar ilesa. Isso selou seu destino, e ela morreu de fome após ser condenada ao pelourinho que carrega consigo como um fantasma; sua pele está gravemente danificada.
- O Filho Grande: (interpretado por C. Ernst Harth) Harold Shelburne era um homem com deficiência intelectual que nunca superou o uso de fraldas e teve que ser alimentado com colher mesmo depois de adulto; ele frequentemente fazia sons de bebê. Depois de ser ridicularizado, provocado e atormentado implacavelmente durante toda a sua vida, ele causou um massacre no antigo show de horrores onde ele e sua mãe, Margaret Shelburne, viviam. Durante uma noite, algumas das aberrações sequestraram sua mãe como uma forma de brincadeira, porém acabaram matando-a acidentalmente durante o processo. O dono do circo, Jimbo, mutilou Harold, que ficou irreconhecível. Seu fantasma aparece como ele aparecia em vida, com um pequeno pedaço de cabelo, usando um babador coberto de vômito e fraldas de pano; ele ainda segura o machado que usava para matar seus inimigos.
- A Mãe Cruel: (interpretada por Laurie Soper) Margaret Shelburne, a mãe de Harold, era uma pequena moça tímida, com quase um metro de altura. Ela nunca conseguiu se defender. No show de horrores onde morava, ela foi estuprada pelo Homem Alto, outra aberração de circo, e deu à luz a seu filho ilegítimo Harold, a quem ela amava mais do que a própria vida. Ela o sufocou e o mimou desde a infância e nunca parou durante toda a sua fase de crescimento; esta é a principal razão para a deficiência mental de Harold. Os dois foram abusados a ponto de Harold matar quase todo o circo depois que Margaret morreu acidentalmente durante uma brincadeira orquestrada pelas outras aberrações do circo. Como fantasmas, eles permanecem juntos, com Harold sendo seu protetor. Como o Tronco, ela não é agressiva e é mais um espírito neutro.
- O Destruidor: (interpretado por Herbert Duncanson) Um homem de família e ferreiro feliz e honesto no início da década de 1890, George Markley foi falsamente acusado de roubo por um superior chamado Nathan, e ameaçado de exílio de sua antiga cidade do Oeste. Sabendo que era inocente, George enfrentou Nathan e se recusou a ir embora. Um dia, quando a família de George estava voltando do mercado para casa, Nathan e sua gangue de bandidos os atacaram e os mataram brutalmente. Enfurecido, George pegou seu martelo de ferreiro, achou Nathan e seus amigos e os espancou até a morte, mas os moradores da cidade o acorrentaram a uma árvore do lado de fora de sua oficina de ferreiro e cravaram pregos de ferrovia em seu corpo. Sua mão esquerda foi cortada e seu martelo foi grosseiramente preso a ela. Seu fantasma é um dos espíritos mais raivosos e é parcialmente responsável pela morte de Dennis.
- O Chacal: (interpretado por Shayne Wyler) Nascido de uma prostituta em 1887, Ryan Kuhn cresceu e desenvolveu um gosto doentio, insaciável e incontrolável por mulheres. Como resultado, ele se tornou um predador sexual selvagem e astuto, atacando, estuprando e assassinando vira-latas e prostitutas na calada da noite como um animal selvagem. Buscando tratamento, Ryan se internou no Asilo Borehamwood. Mas depois de anos na solitária, Ryan ficou completamente louco, arranhando as paredes de sua cela com tanta violência que suas unhas foram arrancadas completamente, deixando suas mãos parecidas com garras. Quando ele atacou uma enfermeira, os médicos decidiram colocá-lo em uma camisa de força e a apertavam sempre que Ryan agia mal, contorcendo seus membros horrivelmente. No entanto, ele a roeu, então os médicos prenderam a cabeça de Ryan em um capacete tipo gaiola e o trancaram em uma cela escura no porão, onde ele desenvolveu um ódio pela humanidade, e se encolhia e gritava loucamente sempre que alguém se aproximasse. Quando um incêndio começou no asilo, enquanto todos os outros escaparam, ele decidiu ficar para trás e encontrar seu merecido destino, e aparentemente morreu no incêndio. Seu fantasma aparece vestido em sua camisa de força rasgada com a gaiola em sua cabeça; é chamado de "O Frio do Inferno". Ele é um dos fantasmas mais agressivos e violentos, atacando e quase matando Kathy antes que Kalina a salve.
- O Exterminador (interpretado por John De Santis) Horace 'Breaker' Mahoney nasceu desfigurado e foi excluído do convívio social durante toda a vida. Sua mãe o abandonou após o nascimento, sendo criado pelo pai, que o colocou para trabalhar no ferro-velho, usando sua força incomum para cortar e esmagar carros velhos. Depois que seu pai morreu, Horace enlouqueceu: ele se tornou um assassino em série, pegando motoristas e caroneiros para levar de volta ao seu ferro-velho, onde ele os despedaçava com as próprias mãos e alimentava seus cães com seus restos mortais. Sua sétima vítima foi um policial disfarçado, que mandou uma equipe da SWAT cercar o ferro-velho e prender Horace. No entanto, ele conseguiu se livrar das algemas e matou três policiais antes de ser morto a tiros por cinco policiais da SWAT. Como um fantasma, ele permaneceu no ferro-velho com seu corpo crivado de buracos de bala, matando brutalmente qualquer um que entrasse. Tanto Dennis quanto Cyrus comentam que sua contagem de mortes chegou aos 40, tornando o fantasma um dos mais malignos e perigosos dos doze.

## Lançamento e recepção

### Mídia doméstica
O filme foi lançado em VHS e DVD em 2 de abril de 2002. Inicialmente, o filme estreou no formato Blu-ray em 19 de outubro de 2010 em um filme duplo com House of Wax (2005).
Uma edição especial de colecionador em Blu-ray foi lançada pela Shout Factory sob o selo Scream Factory em 28 de julho de 2020. Este novo lançamento traz novas entrevistas com o elenco e a equipe, além de um novo comentário em áudio com o diretor Steve Beck.

### Bilheteria
Nos Estados Unidos, o filme estreou em 2º lugar, atrás de K-PAX, arrecadando 15 165 355 dólares. Ficou 10 semanas nas bilheterias dos EUA, arrecadando 41 867 960 dólares no mercado interno e 68 467 960 dólares no mundo todo.

### Resposta da crítica
As críticas para Thirteen Ghosts foram em sua maioria negativas. Elogios foram direcionados ao design de produção, mas o filme foi criticado por sua falta de sustos e uma série de efeitos estroboscópicos que poderiam induzir convulsões. No agregador de críticas cinematográficas e televisivas Rotten Tomatoes, o filme tem uma taxa de aprovação de 19% baseada em 96 críticas, com uma classificação média de 3,7/10. O consenso crítico do site diz: "O design de produção é de primeira, mas 13 Ghosts é claramente carente de sustos." No Metacritic, que usa uma média aritmética ponderada, o filme tem uma pontuação de 30 de 100 com base em 24 críticos, indicando "críticas geralmente desfavoráveis". O público consultado pelo CinemaScore deu ao filme uma nota média de "C+" em uma escala de A+ a F.
O crítico de cinema Ed Gonzalez, da Slant Magazine, deu ao filme duas de quatro estrelas, criticando a falta de sustos e as reviravoltas previsíveis do enredo. No entanto, Gonzalez elogiou a direção de arte, ao mesmo tempo em que afirmou que ela foi subutilizada. Roger Ebert elogiou os valores da produção dizendo: "A produção é de primeira... A aparência física do filme é esplêndida." No entanto, ele criticou a história, a falta de personagens interessantes, a trilha sonora alta e a edição ruim. Em 2005, Ebert o incluiu em sua lista de filmes "Mais Odiados". Nos anos desde seu lançamento e desempenho decepcionante de bilheteria, o filme conquistou um culto de seguidores proeminentes, encontrando mais sucesso e recepção mais positiva. Elvis Mitchell do The New York Times disse sobre o filme "o que nos resta depois dos sustos é simplesmente idiota".

## Futuro
Em agosto de 2023, a Dark Castle Entertainment anunciou que está planejando fazer uma série de Thirteen Ghosts.